# Tamil Union Cricket and Athletic Club
Der Tamil Union Cricket and Athletic Club ist eine Cricketmannschaft in Colombo. Der Club wurde 1899 gegründet und hat seit 1988/89 First-Class-Status. Bisher hat der Verein drei Mal den wichtigsten First-Class-Wettbewerb in Sri Lanka, die Premier Trophy, gewonnen.

## Geschichte
Der Club wurde 1899 gegründet um in Colombo den Tamilen ein geeinigtes Standbein für Sport zu geben. Der Club war damit neben dem Colombo Cricket Club, der vornehmlich Europäer repräsentierte, Singhalese Sports Club, Moors Sports Club und Burgher Recreation Club ein Club, der vornehmlich an den Grenzen der ethischen Zusammensetzung in Sri Lanka ausgerichtet war. Auf Grund von Diskriminierungen hatte der Club einen schweren Stand in seiner Geschichte. Als den Clubs von Seiten der Regierung Land für Spielstätten zugewiesen wurden, erhielten andere Clubs eng beieinander liegende Gebiete in den vornehmen Regionen der Stadt. Die Tamil Union erhielt stattdessen Marschland zugewiesen, auf dem sie im Jahr 1937 das heutige Paikiasothy Saravanamuttu Stadium, das vornehmlich als P Sara Oval bekannt ist, errichtete.
Ihre erste Meisterschaft in dem heute als Premier Trophy bekannten Daily News Trophy konnten sie 1945/46 erzielen. Fünf Jahre später gelang ihnen in der Saison 1950/51 eine Wiederholung, jedoch sollte dies für lange Zeit der letzte große Sieg für das Team bleiben.
In den 1960er und 1970er Jahren waren alle Spieler ethnische Tamilen. Um dies zu erreichen entsendete man Sichter in den Norden des Landes, beispielsweise nach Jaffna, um Talente ausfindig zu machen. Da mit fortschreitenden ethnischen Konflikten die Qualität der Spieler im Norden sank, musste man sich in der folge umorientieren.
Der Club und seine Spielstätte waren zu Beginn der 1980er Jahre die wichtigste Ort für Cricket im Land. So wurden sie als Veranstalter des ersten Tests der Nationalmannschaft gegen England auserwählt. In der folgenden Saison 1982/83 kamen sie noch einmal nah an den Gewinn der Premier Trophy heran, hatten jedoch am Ende der Saison einen sehr knappen Rückstand gegenüber Bloomfield Cricket and Athletic Club.
Im Jahr 1983 kam es nach Tötungen seitens der LTTE von sri-lankischen Soldaten zu rassistischen Ausschreitungen in Colombo, die als Schwarzer Juli bekannt wurden. Dabei wurde der Club verwüstet und das Stadion niedergebrannt. Durch das Fortschreiten des sri-lankischen Bürgerkrieges wurde der Club in der Folge bei der Vergabe von internationalen Spielen benachteiligt.
Unter Kapitän Upul Chandana konnten sie in der Saison 1998/99 wieder um die Meisterschaft kämpfen, scheiterten jedoch im entscheidenden Spiel das wichtige letzte Wicket zu erzielen und wurden abermals Zweiter. In der Saison 1999/2000 gelang ihnen der Gewinn ihrer ersten List-A-Trophäe, als sie das Premier Limited Overs Tournament für sich entscheiden konnten. Dies wiederholten sie in der Saison 2009/10 unter Kapitän Sajit Fernando. Zwar konnten sie in den Folgejahren Zahlreiche U23-Meisterschaften für sich entscheiden, jedoch sollte es bis zur Saison 2015/16 dauern, bis sie wieder, dieses Mal unter Kapitän Suranga Lakmal die Premier Trophy gewinnen konnten.

## Erfolge

### First-Class Cricket
Gewinn der Premier Trophy: 1945/46, 1952/53, 2015/16

### List-A Cricket
Gewinn des Premier Limited Overs Tournaments: 1999/2000, 2009/10